# Somkid Jatusripitak

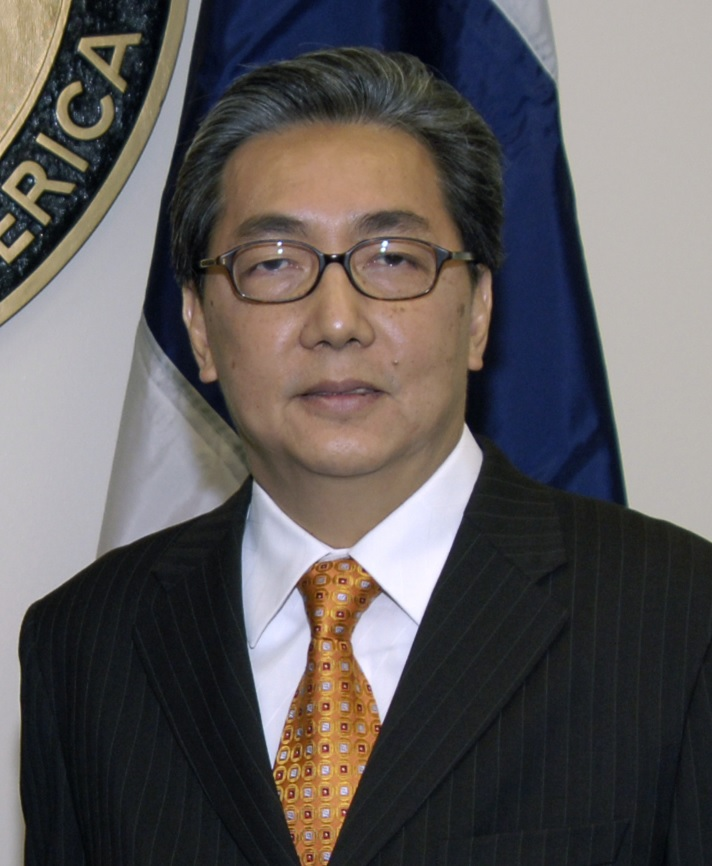
Somkid Jatusripitak

Somkid Jatusripitak. (en tailandés: สมคิด จาตุศรีพิทักษ์ ) (15 de julio de 1953). Político y economista de Tailandia, fue hasta el golpe de Estado de 2006 vice primer ministro y ministro de Comercio. Es el líder de partido político Thai Rak Thai. Tras la dimisión en febrero de 2007 de Pridiyathorn Devakula, fue elegido vice primer ministro y ministro de Comercio en el gobierno interino de Tailandia bajo control militar.
Graduado en Economía en la universidad de Thammasat en 1972. Fue profesor asociado universitario. Próximo al experto en marcadotecnia, Philip Kotler, es junto a éste coautor del libro «The Marketing of Nations: A Strategic Approach to Building National Wealth» en donde desarrolla las posibilidades del marketing en la obtención de una mayor competitividad de los países. «Thailand Inc: Concepts and Strategy» es el libro de economía de Jatusripitak donde concreta para Tailandia dichas estrategias.
En política es cofundador, junto a Thaksin Shinawatra, del partido populista Thai Rak Thai en 1998. Además de ocupar la cartera de Comercio, ha sido Ministro de Finanzas.
- Datos: Q4922374
- Multimedia: Somkid Jatusripitak / Q4922374